# Runway Cop
Runway Cop er en sydkoreansk film fra 2012 med Kang Ji-hwan og Sung Yu-ri. Den er instrueret af Shin Tae-ra. Handlingen tager afsæt i, at en overvægtig detektiv Cha Cheol-soo arbejder undercover som fashionabel model for gennem dette dække at opklare en sag. Filmen er baseret på den koreanske tv serie Hong Gil-dong fra (2008), og den er det andet samarbejde mellem Kang og Shin efter My Girlfriend Is an Agent fra (2009). Den havde premiere den 30. maj 2012 med CJ Entertainment som producent.